# Wiesław Zaremba
Wiesław Zaremba (ur. 1954 w Giżycku) – polski malarz, grafik, rysownik, pedagog.

## Życiorys
W latach 1975–1980 studiował w Państwowej Wyższej Szkole Sztuk Plastycznych w Gdańsku (obecna nazwa uczelni: Akademia Sztuk Pięknych w Gdańsku), dyplom w pracowni prof. Kazimierza Ostrowskiego w 1980 r.
W latach 1980–2002 pracował w PWSSP w Gdańsku, na stanowisku kierownika Pracowni Rysunku Wieczornego na Wydziale Malarstwa i Grafiki. Adiunkt, II stopień kwalifikacji uzyskał w 1997 roku. Współorganizator w 1998 r. Galerii Rysunku Akademii Sztuk Pięknych „Nowa Oficyna” w Gdańsku. Od 2002 r. pracuje na Uniwersytecie Sabanci w Stambule w Turcji. Uczestnik wielu wystaw indywidualnych i zbiorowych. Prace artysty znajdują się m.in. w Muzeum Narodowym w Gdańsku oraz zbiorach prywatnych w kraju i za granicą.